# Condado de Imperial
O condado de Imperial (em inglês:  Imperial County) é um dos 58 condados do estado americano da Califórnia. Foi fundado em 7 de agosto de 1907. A sede e cidade mais populosa do condado é El Centro.

## Geografia
De acordo com o United States Census Bureau, o condado possui uma área de 11 608 km², dos quais 10 817 km² estão cobertos por terra e 790 km² por água.

## Demografia
Segundo o censo nacional de 2010, o condado possui uma população de 174 528 habitantes e uma densidade populacional de 16 hab/km². Possui 56 067 residências, que resulta em uma densidade de 5,2 residências/km².
Das 7 localidades incorporadas no condado, El Centro é a cidade mais populosa, com 42 598 habitantes, enquanto que Holtville é a cidade mais densamente povoada, com 1 994 hab/km². Westmorland é a cidade menos populosa do condado, com 2 225 habitantes. Apenas 3 cidades possuem população inferior a 10 mil habitantes.